# Urson de Nemours
Urson de Nemours (auch Orson, * um 1165, † 24. Januar 1233), Baron de Brécy-en-Berry, war Kammerherr und Berater der Könige Ludwig VIII. und Ludwig IX.

## Leben
Urson de Nemours war ein Sohn von Gauthier I. de Villebéon, Großkammerherr von Frankreich (1196–1205), und Aveline de Nemours, somit ein Angehöriger der Familie Le Riche. Drei seiner sechs Brüder waren Bischöfe: Étienne, Bischof von Noyon (1188–1222), Pierre, Bischof von Paris (1208–1219), und Guillaume, Bischof von Meaux (1214–1221). Ein weiterer Bruder, Jean, war Prévôt de Paris, der wichtigste war jedoch Gauthier II. de Villebéon, der 1205 Nachfolger seines Vaters als Großkammerherr Frankreichs wurde.
Er selbst folgte 1191 seinem verstorbenen Bruder Philippe als Chambellan auxiliaire. Später wurde er enger Berater des Königs Ludwig VIII. (regierte 1223–1226), bevor er zum Kammerherrn des Kronprinzen Ludwig IX. (1214–1270) ernannt wurde. Von 1227 bis 1232 war er Assessor von Barthélemy de Roye, Großkämmerer von Frankreich, während der halbjährlichen Sitzungen mit dem Échiquier de Normandie.
Am 18. September 1214 unterzeichnete er den Vertrag von Chinon im Namen des Königs Philippe Augustus (de mandato nostro) mit dem König Johann Ohneland von England (nach der Niederlage seiner Verbündeten in der Schlacht bei Bouvines vom 27. Juli.)
Er heiratete vermutlich um 1180 Liesse de Méréville, Tochter von Guy II. de Méréville und Hildeburge. Vier seiner Kinder überlebten ihn:
1. Urson, Seigneur de Méréville
2. Philippe, † April 1237, 1228 Bischof von Châlons
3. Marguerite, Dame d’Obsonville
4. Guy, † vor 1237, Seigneur de Méréville nach dem Tod seines Bruders Urson